# Marc Rochester Sørensen
Marc Rochester Sørensen (13 dicembre 1992) è un calciatore danese, attaccante dell'HB Køge.
Anche suo fratello Lee è un calciatore.

## Carriera
Dopo aver giocato nell'HB Køge, nel 2013 il centrocampista firma un contratto triennale con il Football Club Vestsjælland, ma vi è rimasto solo per poco più di due anni visto che il club è stato dichiarato fallito nel dicembre del 2015.